# Garthiella aberrans
Garthiella aberrans är en kräftdjursart som först beskrevs av M. J. Rathbun 1906.  Garthiella aberrans ingår i släktet Garthiella och familjen Xanthidae. Inga underarter finns listade i Catalogue of Life.